# フロストマンの補題
数学の特にフラクタル次元にかかわる分野におけるフロストマンの補題 (英: Frostman's lemma）は集合のハウスドルフ次元を評価する使いやすい道具を提供する。
命題 (フロストマンの補題)A が Rn のボレル集合で s > 0 とすれば、以下は同値:
1. s-次元ハウスドルフ測度 が Hs(A) > 0.
2. （非負値）ボレル測度 μ が存在して、μ(A) > 0 かつ {\displaystyle \mu (B(x,r))\leq r^{s}\quad (\forall x\in \mathbb {R} ^{n},\,\forall r>0)} が成り立つ。

オットー・フロストマンは、1935年にルンド大学における博士論文の一部として、この補題を A が閉集合である場合を仮定して証明した。これをボレル集合に対するものに一般化することはより複雑な問題で、ススリン集合の理論を必要とする。
フロストマンの補題の有用な系として、ボレル集合 A ⊂ Rn の s-次元容積（内測度、英: s-capacity）{\displaystyle C_{s}(A):=\sup {\Big \{}{\Big (}\int _{A\times A}{\frac {d\mu (x)\,d\mu (y)}{|x-y|^{s}}}{\Big )}^{-1}:\mu (A)=1{\Bigr \}}}（ここで inf ∅ = ∞ および 1⁄∞ = 0 と約束する。また上と同様 μ は非負値ボレル測度とする）を用いた以下のようなものがある:
系 (ハウスドルフ次元の特徴付け)A ⊂ Rn に対しそのハウスドルフ次元 dimH(A) は {\displaystyle \dim _{H}(A)=\sup\{s\geq 0:C_{s}(A)>0\}} として求められる。